# 踊り子 (Vaundyの曲)
「踊り子」（おどりこ）は、2021年11月17日に配信限定でリリースされた、日本のシンガーソングライター・Vaundyの楽曲。

## 背景・リリース
Vaundyが2021年10月まで行っていたツアー「one man live tour “HINODE”」で、ライブを締めくくるナンバーとして初披露されていた。11月16日、翌日の配信リリースがアナウンスされ、同時にミュージック・ビデオを公開することを発表した。16日夜には「one man live tour “HINODE”」のライブ映像の生配信も行われた。

## 評価
- いしわたり淳治は、テレビ朝日系「関ジャム 完全燃SHOW」に出演した際に「2021年の年間マイベスト」第5位に本楽曲を選出。「シンプル過ぎて逆に耳を奪われるリズムとベースと歌だけの引き算の美学。非常に優れたボーカリストである事もこの曲で改めて証明された」とコメントした[45]。

## ミュージックビデオ
楽曲の配信と同時にYouTubeにて公開された。小松菜奈が出演し、小林光大が監督を務めた。MV撮影について小松は「一日中、『踊り子』が頭の中で何回も何回も回り続け、私もくるくる・ぴょんぴょん・るんるんと。ずっと踊っていられる、踊りたくなる曲、自由に身体を揺らしながらあっという間に一日が過ぎ、幸せな時間を過ごさせてもらいました！」と振り返っている。撮影にはVaundyも立ち会っており、小松は「一緒に楽しんでくれるVaundyさんが現場に居る事で、和やかでhappyな撮影になりました。」とコメントした。

## チャート成績
Billboard JAPANチャートには2021年11月24日公開のチャートで初登場。ストリーミング指標（Streaming Songs）で39位、ダウンロード指標（Download Songs）で74位などをマークし、総合チャート「Hot 100」の35位にランクインした。
翌週12月1日公開チャートでは前週比182%の約523万回再生を記録しストリーミング指標で同曲最高位となる11位を獲得。ダウンロード指標では21位を獲得し、「Hot 100」では楽曲最高位である15位を記録した。
2022年5月25日公開の「Streaming Songs」で楽曲のストリーミング累計再生回数が1億回を突破した。これはチャートインから27週目での記録であり、当時自身最速であった。「不可幸力」「napori」「怪獣の花唄」「東京フラッシュ」「世界の秘密」に次ぐ自身6曲目の1億回突破楽曲である。
2024年3月20日公開のチャートで自身4曲目のストリーミング累計3億回再生を突破した。
NewJeansのメンバー・ミンジが楽曲をカバーしたことにより2024年7月頃から海外からの楽曲への注目が高まり、Billboard JAPANの海外対象チャート「Global Japan Songs excl. Japan」の7月11日公開チャートで前週比316%の急上昇で351.7万回再生を記録し、初のTOP3へランクインを果たした。国別には韓国で前週20位台よりジャンプアップし初の1位を獲得、シンガポールでも2位を記録した。韓国では翌週7月18日公開チャートでも1位を獲得している。
2024年の第75回NHK紅白歌合戦で楽曲が披露された直後となる2025年1月8日公開の「Download Songs」で11位を獲得、楽曲最高位を更新した。

## カバー
- ミンジ - 2024年6月26日・27日に東京ドームで行われたNewJeansのコンサートでカバーした[56]。
- [Alexandros] - 2023年開催の[Alexandros]のライブツアー「THIS SUMMER FESTIVAL '23」のVaundyとの対バン公演で披露された[57]。2024年5月15日発売の[Alexandros]のシングル「SINGLE 1」初回限定盤付属DVDにそのライブ映像が収録されている[58]。